# Civilization III: Conquests
A Civilization III: Conquests a 2003-ban megjelent második kiegészítője a Civilization III című játéknak, melyet a Firaxis fejlesztett és az Atari adott ki. Ahogy az első kiegészítő, úgy ez is elsősorban új civilizációkat, két új kormányformát és játékmenetbeli változtatásokat tartalmazott.

## Játékmenet
A kiegészítő nyolc új nemzetet hozott be a játékba: a bizánciakat, a hollandokat, a hettitákat, az inkákat, a majákat, a portugálokat, és a sumérokat az alapjátékban, az osztrákokat, mint rejtett népet pedig a térképszerkesztővel. Így az összesen választható civilizációk száma 31-re nőtt.
Két új tulajdonság is bekerült az egyes új népek esetében: a tengerjárás és a mezőgazdaság. Az alapjátékban már benne lévő angolok esetében a terjeszkedés tulajdonságát lecserélték a tengerjárásra. A feudalizmus és a fasizmus mint két új kormányzati forma jelent meg. Emellett új nyersanyagok, új talajviszonyok és új csodák is a játék részei lettek.
A többjátékos mód kiegészítése céljából jelentek meg a scenariók. Ezek rövidebbek, mint az alapjáték, cserébe egy konkrét történelmi időszakot tárgyalnak ki meglehetős részletességgel. Ilyenek például Mezopotámia, Róma felemelkedése, Róma bukása, a középkori Európa, Közép-Amerika, a felfedezések kora, a napóleoni háborúk, a hadakozó fejedelemségek kora Japánban, és a második világháború a csendes-óceáni hadszíntéren.
A kiegészítő bekerült az alapjáték 2004-es Gold verziójába.